# Bortelhorn
Das Bortelhorn (ital. Punta del Rebbio) ist ein 3194 m ü. M. hoher Berg der Lepontinischen Alpen in der Schweiz an der italienisch-schweizerischen Grenze (Provinz Verbano-Cusio-Ossola, Piemont, in Italien und Bezirk Brig, Kanton Wallis, in der Schweiz). Am Westabhang befindet sich der kleine Bortelgletscher (2670 bis 3060 m). Der Bortelsee ist ein künstlicher See, der von 1987 bis 1990 als Kopfspeicher für das Kraftwerk Bortel angelegt wurde. Die Bortelhütten befindet sich auf 2107 m unterhalb der Westwand.

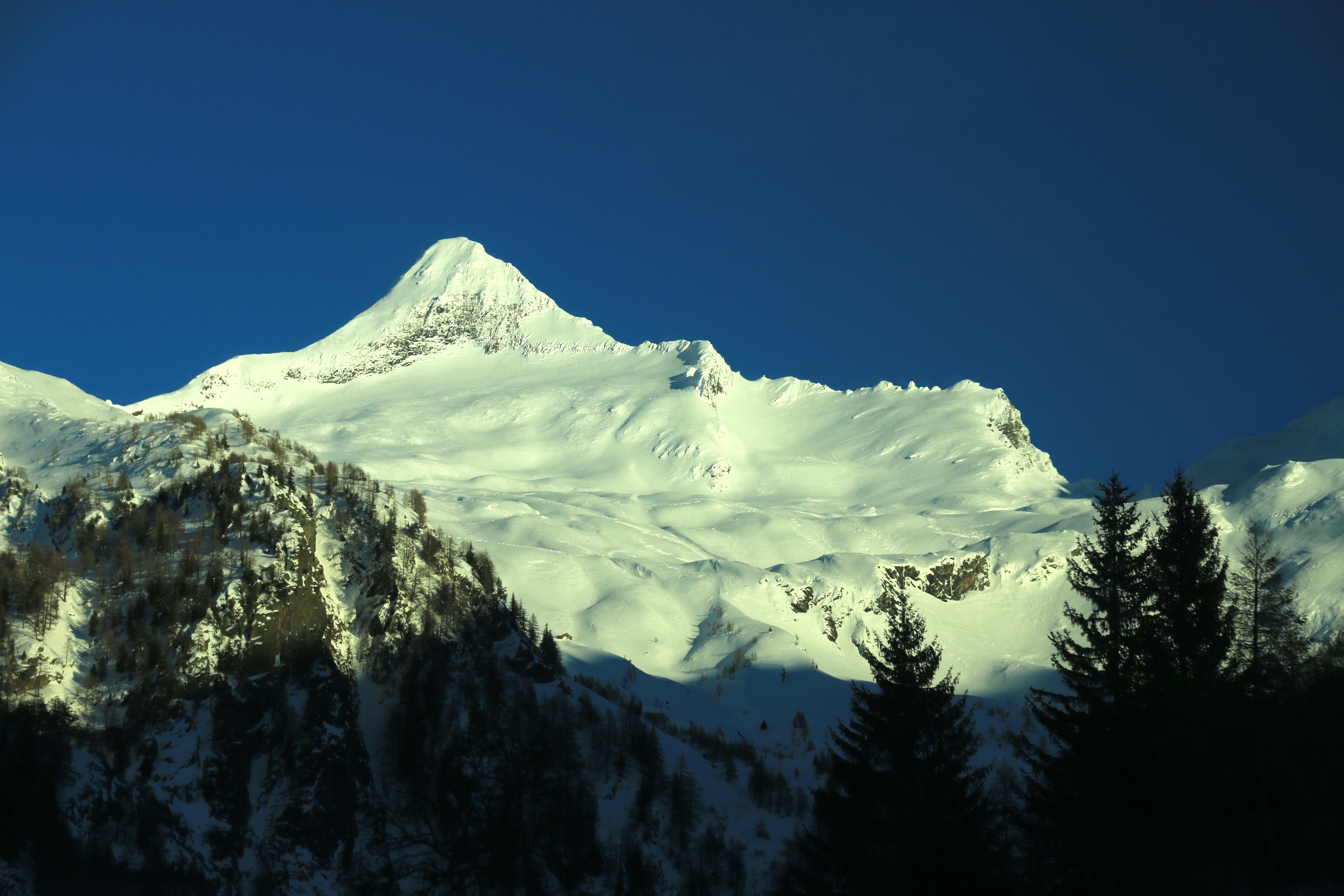
Bortelhorn vom Gantertal betrachtet (2019)